# 拉托雷德埃斯特万安夫兰
拉托雷德埃斯特万安夫兰，是西班牙卡斯蒂利亚-拉曼恰托莱多省的一个市镇。总面积51平方公里，总人口1506人（2001年），人口密度30人/平方公里。